# Elezioni generali nel Regno Unito del 1966
Le elezioni generali nel Regno Unito del 1966 si tennero il 31 marzo e videro la vittoria del Partito Laburista di Harold Wilson, che divenne Primo Ministro.

## Risultati
| Liste  | Liste                     | Voti       | %    | Seggi |
| ------ | ------------------------- | ---------- | ---- | ----- |
|        | Laburista                 | 13.096.629 | 48,0 | 364   |
|        | Conservatore              | 11.418.455 | 41,9 | 253   |
|        | Liberale                  | 2.327.457  | 8,5  | 12    |
|        | Nazionale Scozzese        | 128.474    | 0,5  | -     |
|        | Repubblicani Indipendenti | 62.782     | 0,2  | -     |
|        | Comunista                 | 62.092     | 0,2  | -     |
|        | Plaid Cymru               | 61.071     | 0,2  | -     |
|        | Altri                     | 107.787    | 0,5  | 1     |
| Totale | Totale                    | 27.264.747 | 100  | 629   |